# Nagroda Grammy w kategorii Best Male Pop Vocal Performance
Nagroda Grammy w kategorii Best Male Pop Vocal Performance przyznawana była w latach 1966–2011. W tym czasie wielokrotnie zmieniano jej nazwę:
- W 1966 roku nosiła nazwę: Best Contemporary (R&R) Vocal Performance – Male.
- W 1967 roku połączono ją z nagrodą dla wokalistek, tym samym jej nazwa uległa zmianie na: Grammy Award for Best Contemporary (R&R) Solo Vocal Performance – Male or Female.
- W 1968 roku nazywała się Best Contemporary Male Solo Vocal Performance.
- W 1969 roku nosiła nazwę Best Contemporary-Pop Vocal Performance, Male.
- W latach 1970–1971 nazywała się Best Contemporary Vocal Performance, Male.
- W latach 1972–1994 nosiła nazwę Best Pop Vocal Performance, Male.
- Od 1995 nazywała się Best Male Pop Vocal Performance.

W latach 1959–1960 przyznawana była nagroda Grammy w podobnej kategorii, Grammy Award for Best Vocal Performance, Male.

## XXI w.
- Nagroda Grammy w 2011
  - Bruno Mars za „Just the Way You Are”
- Nagroda Grammy w 2010
  - Jason Mraz za „Make It Mine”
- Nagroda Grammy w 2009
  - John Mayer za „Say”
- Nagroda Grammy w 2008
  - Justin Timberlake za „What Goes Around...Comes Around”
- Nagroda Grammy w 2007
  - John Mayer za „Waiting on the World to Change”
- Nagroda Grammy w 2006
  - Stevie Wonder za „From the Bottom of My Heart”
- Nagroda Grammy w 2005
  - John Mayer za „Daughters”
- Nagroda Grammy w 2004
  - Justin Timberlake za „Cry Me a River”
- Nagroda Grammy w 2003
  - John Mayer za „Your Body is a Wonderland”
- Nagroda Grammy w 2002
  - James Taylor za „Don't Let Me Be Lonely Tonight”
- Nagroda Grammy w 2001
  - Sting za „She Walks This Earth (Soberana Rosa)”
- Nagroda Grammy w 2000
  - Sting za „Brand New Day”

## Lata 90. XX w.
- Nagroda Grammy w 1999
  - Eric Clapton za „My Father's Eyes”
- Nagroda Grammy w 1998
  - Elton John za „Candle in the Wind 1997”
- Nagroda Grammy w 1997
  - Eric Clapton za „Change the World”
- Nagroda Grammy w 1996
  - Seal za „Kiss From a Rose”
- Nagroda Grammy w 1995
  - Elton John za „Can You Feel the Love Tonight”
- Nagroda Grammy w 1994
  - Sting za „If I Ever Lose My Faith in You”
- Nagroda Grammy w 1993
  - Eric Clapton za „Tears in Heaven”
- Nagroda Grammy w 1992
  - Michael Bolton za „When a Man Loves a Woman”
- Nagroda Grammy w 1991
  - Roy Orbison za „Oh, Pretty Woman”
- Nagroda Grammy w 1990
  - Michael Bolton za „How Am I Supposed to Live Without You”

## Lata 80. XX w.
- Nagroda Grammy w 1989
  - Bobby McFerrin za „Don't Worry, Be Happy”
- Nagroda Grammy w 1988
  - Sting za „Be Still My Beating Heart”
- Nagroda Grammy w 1987
  - Steve Winwood za „Higher Love”
- Nagroda Grammy w 1986
  - Phil Collins za No Jacket Required
- Nagroda Grammy w 1985
  - Phil Collins za „Against All Odds (Take a Look at Me Now)”
- Nagroda Grammy w 1984
  - Michael Jackson za „Thriller”
- Nagroda Grammy w 1983
  - Lionel Richie za „Truly”
- Nagroda Grammy w 1982
  - Al Jarreau za „Breakin' Away”
- Nagroda Grammy w 1981
  - Kenny Loggins za „This Is It”
- Nagroda Grammy w 1980
  - Billy Joel za „52nd Street”

## Lata 70. XX w.
- Nagroda Grammy w 1979
  - Barry Manilow za „Copacabana (At the Copa)”
- Nagroda Grammy w 1978
  - James Taylor za „Handy Man”
- Nagroda Grammy w 1977
  - Stevie Wonder za „Songs in the Key of Life”
- Nagroda Grammy w 1976
  - Paul Simon za „Still Crazy After All These Years”
- Nagroda Grammy w 1975
  - Stevie Wonder za „Fulfillingness' First Finale”
- Nagroda Grammy w 1974
  - Stevie Wonder za „You Are the Sunshine of My Life”
- Nagroda Grammy w 1973
  - Harry Nilsson za „Without You”
- Nagroda Grammy w 1972
  - James Taylor za „You've Got a Friend”
- Nagroda Grammy w 1971
  - Ray Stevens za „Everything Is Beautiful”
- Nagroda Grammy w 1970
  - Harry Nilsson za „Everybody's Talkin'”

## Lata 60. XX w.
- Nagroda Grammy w 1969
  - Jose Feliciano za „Light My Fire”
- Nagroda Grammy w 1968
  - Glen Campbell za „By the Time I Get to Phoenix”
- Nagroda Grammy w 1967
  - Frank Sinatra za „Strangers in the Night”
- Nagroda Grammy w 1966
  - Frank Sinatra za „It Was a Very Good Year”